# 笠原洋勇
笠原 洋勇（かさはら ひろお）は、日本の医学者・精神科医。元東京慈恵会医科大学医学部教授。学位は、医学博士。

## 来歴
- 東京慈恵会医科大学卒業。
- 1970年 - 東京慈恵会医科大学医学部精神医学講座所属
- 1975年 - 東京都老人総合研究所兼務研究員
- 1979年 - 医学博士（東京慈恵会医科大学）[2]
- 1989年 - 東京慈恵会医科大学附属柏病院精神神経科長
- 1991年 - 東京慈恵会医科大学附属柏病院老人性痴呆疾患センター兼任
- 1992年 - 東京慈恵会医科大学医学部助教授
- 1998年 - 東京慈恵会医科大学附属柏病院精神神経科診療部長。東京慈恵会医科大学医学部教授。慈恵柏看護専門学校校長
- 2001年 - 東京慈恵会医科大学附属柏病院副院長[1][3]

## 受賞歴
- 1994年 - 第1回日本老年医学会優秀論文賞

## 著書

### 編著
- 『痴呆とはちがう 高齢期のうつ病』新企画出版社、2003年12月。ISBN 9784880000930。

## 関連人物
- 牛島定信